# Bernardo Álvarez Pérez
Bernardo Álvarez Pérez (né le 1887 à Alcalá de Guadaíra et décédé le 30 novembre 1969 à Madrid) est un chanteur espagnol de flamenco.

## Biographie

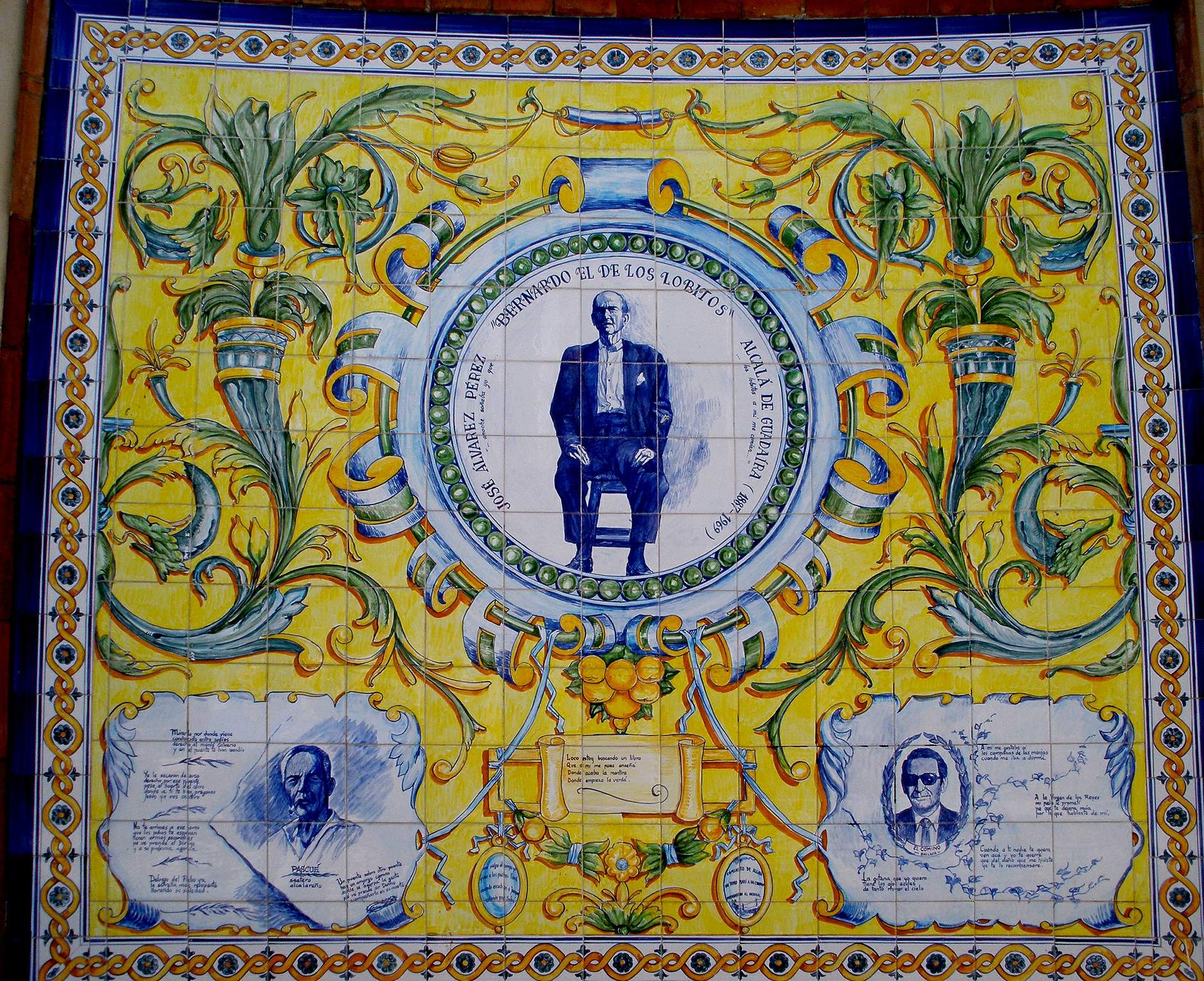
Composition sur carreau dédiée à Bernardo Álvarez Pérez dans la Glorieta hommage au chant flamenco sur la Plaza del Derribo à Alcalá de Guadaíra (Séville).

Il commence à chanter dès son enfance à Séville, où il avait déménagé à l'âge de cinq ans. Le café Novedades est l'un des lieux de ses premières représentations. Il s'installe ensuite à Madrid, où il travaille pendant six ans au Café Magdalena, et où il était connu sous le surnom de « cánido » (d'après les paroles d'une bulería),,.
Il travaille avec Antonio Antonio Chacón, La Niña de los Peines, Manuel Vallejo, José Cepero, Ramón Montoya, et fait partie des compagnies d'Angelillo, Pepe Marchena et Manuel Vallejo. Il est un habitué du tablao Villa Rosa, jusqu'à sa fermeture en 1963. Au cours des années 1950, il participe à l'enregistrement de la Antología del cante de Flamenco et fait des tournées de concerts et de conférences sur le flamenco. En 1965, il remporte le onzième concours de chant flamenco de Cartagenera. Il décède le 30 novembre 1969 à Madrid.